# Макеларски манастир
Макеларският манастир или Манастирът „Макелария“ е един от най-старите в Гърция. Намира се на 30 километра от град Калаврита и е един от четирите в околността. Първоначално е посветен на Успение Богородично. Първоначалното име на манастира е „Света Богородица Скална“, защото е построен върху скала. Името „Макелария“ е дадено на манастира през 1458 г. при османското завоевание. 